# San Salvador de Palazuelo
San Salvador de Palazuelo es una localidad española perteneciente al municipio de Cernadilla de la provincia de Zamora, en la comunidad autónoma de Castilla y León.
Es una de las localidades pertenecientes a la comarca tradiciones y agraria de La Carballeda. Su casco urbano se encuentra situado en las proximidades del río Tera y del embalse de Cernadilla, con fácil acceso desde la autovía de las Rías Bajas.

## Geografía
El pueblo se encuentra localizado en el frente opuesto a la sierra de la Culebra separado por el río Tera, el cual proporciona una zona de temperaturas templadas al pueblo. Con una geografía escarpada el pueblo tiene numerosos cambios de altura lo que provoca que el pueblo sea muy sinuoso.

## Historia
En la Edad Media, San Salvador de Palazuelo quedó integrado en el Reino de León, cuyos monarcas acometieron la repoblación del oeste zamorano.
Durante la Edad Moderna, la localidad estuvo integrada en la provincia de las Tierras del conde de Benavente, dentro de la receptoría de Sanabria. No obstante, al reestructurarse las provincias y crearse las actuales en 1833, San Salvador de Palazuelo pasó a formar parte de la provincia de Zamora, dentro de la Región Leonesa, quedando integrado en 1834 en el partido judicial de Puebla de Sanabria.
En torno a 1850 San Salvador se integró en el municipio de Valdemerilla, si bien éste desapareció como tal en 1940, integrándose en el de Cernadilla.

## Fauna y flora
La fauna del lugar es la típica de la zona, destacada por la presencia de ciervos y corzos. Comparten hábitat con otro gran mamífero que es el jabalí. Estos constituyen el conjunto de mamíferos herbívoros de gran tamaño. Por otro lado tenemos al lobo ibérico que sería el animal emblema de la zona el cual se alimenta de estos herbívoros comentados.
Luego pequeños roedores se pueden avistar conejos y liebres en grandes cantidades y presencia de otros no tan comunes como el erizo de tierra.
Por último cabe destacar que en los últimos años se han avistado ejemplares de lince ibérico y alguno de oso.
En lo referente a aves es muy típica la presencia de lechuzas y búhos en la zona, la presencia de aves de presa como el águila real, el aguilucho cenizo y el halcón peregrino. Las aves más comunes serían las tórtolas, las palomas y las perdices estas últimas con un gran atractivo para la caza que gran importancia tiene en la zona.
También hay que destacar la presencia de anfibios y reptiles como la culebra lisa europea, el lagarto ocelado y la víbora hocicuda que de las presentes en España es la menos venenosa. Además existe la presencia de anfibios como las ranas muy comunes en la zona y de las menos avistadas ya salamandras que se encuentran en peligro de extinción.
En cuanto a la flora, podemos destacar que hay una mezcla de flora típica de castilla y una poca presencia de flora típica gallega debido a su cercanía a esa comunidad. Podemos encontrar una gran campo de castaños, nogales, y robles. Luego también numerosos encinares y pinos y en menor medida sotobosque.

## Economía local
Aunque con los pocos habitantes que hay en la zona no podríamos considerar que exista una economía propiamente dicha podemos advertir de la existencia de pequeñas actividades económicas que tienen su gran presencia en la agricultura especialmente, casi todo los habitantes disponen de varios huertos normalmente para consumo propio, hay una pequeña zona con industria mineral de una pequeña cantera de rocas y el poco turismo existente proviene del Camino de Santiago, ya que una de las rutas pasa por el pueblo, el cual contiene un albergue para peregrinos. 
También como actividad económica podemos considerar de gran importancia la presencia de la caza que mueve muchos dinero.

## Fiestas
Su fiesta es el 6 de agosto, día en el que se dice una misa y se saca a la imagen de la virgen María y de San Antonio en procesión por el pueblo. Al finalizar la misa la gente del pueblo va a tomar un vermut a la casa del pueblo.
Hace unos años también había una verbena con grupos de música pero desde hace un par de años ya no hay nada, apenas juegos infantiles y una cena que ofrecen gratis los cazadores de las inmediaciones para que la gente del pueblo se reúna y disfrute por lo menos de un día de fiesta, también está amenizada por una discoteca móvil.
Cabe destacar también el día 8 de agosto la festividad de las "Llaves" una fiesta típica del pueblo donde personajes ilustres del pueblo presiden.
Su patrona es Santa Lucía que se celebra el 13 de diciembre, día en el que los vecinos del pueblo y de otros pueblos de alrededores se dirigen a la ermita y allí se realiza una misa y se saca en procesión la imagen de Santa Lucía, mientras las mujeres cantan en honor a ella. Después la asociación del pueblo que lleva el nombre de Santa Lucía, reparte unas estampitas de la virgen y se reparten unos panes.
En estas festividades coinciden algunas personas que o bien viven o han vivido allí y que tienen cierta notoriedad.